# Аеро-клуб Сремска Митровица
Аеро-клуб Сремска Митровица је основан 1949. године када је носио име Фрањо Клуз, учесника Народноослободилачке борбе и народног хероја Југославије. Од 1992. године аеро клуб носи данашње име.
До данас је кроз његово чланство прошло више од 8000 људи и преко 5000 основаца и средњошколаца кроз разне моделарске дисциплине и организатор је Сирмијум купа, као најмасовнијег окупљања ракетних моделара током године.
Аеро клуб, такође, организује и школу летења за пилота на једрилици, кроз теоријску и практичну обуку.

## Аеродром
Матични аеродром који се и данас користи је Велики Радинци, у истоименом селу, надомак Сремске Митровице. На аеродрому је 25. децембра 1944. године у Великим Радинцима је основан 122. Ловачки Авијацијски Пук (112 ЛАП). Чинили су га пилоти из редова бораца Народноослободилачке војске Југославије у сарадњи са 17. ваздухопловном армијом војске Совјетског Савеза и 168. ловачком ескадрилом. 
Осим писте на матичном аеродрому, клуб има још два пространа хангара, радионицу, две канцеларије, помоћне просторије за наставу, модерну амбуланту, кухињу, санитарни чвор и простор за одмор.